# 宝塚警察署
宝塚警察署（たからづかけいさつしょ）は、兵庫県宝塚市にある、兵庫県警察・阪神方面に属する警察署である。

## 管轄区域
宝塚市
管轄面積：101.80km2

## 所在地
- 兵庫県宝塚市旭町1-2-30

## 組織
地域第一課、地域第二課、地域第三課、警務課、会計課、生活安全課、刑事第一課、刑事第二課、交通課、警備課（10課）

## 交番
- 宝塚駅前交番
- 逆瀬川交番
- 武庫川交番
- 小浜交番
- 安倉交番
- 山本交番
- 小林交番
- 仁川交番
- 清荒神交番
- 中山台交番

## 廃止された交番
- 宝塚南口交番
- 西山交番
- つつじガ丘交番

## 駐在所
- 大原野駐在所